# Muscolo abduttore breve del pollice
Il muscolo abduttore breve del pollice è un muscolo della mano, che fa parte del gruppo dei muscoli siti nell'eminenza tenar.
Origina dal legamento trasverso del carpo, dal tubercolo dello scafoide, da un fascio tendineo che si distacca dal tendine dell'abduttore lungo del pollice.
Si inserisce alla base della falange prossimale del dito pollice (che è la falange articolata con il 1º metacarpale) e al tendine del muscolo estensore del pollice. Ha una forma sostanzialmente triangolare.
Il muscolo è superficialmente in rapporto con la fascia dell'eminenza tenar; profondamente è in rapporto con due muscoli: con il flessore breve del pollice e con il muscolo opponente.
Innervato dal ramo ricorrente del nervo mediano, porta in avanti il pollice e lo abduce, flettendone la falange prossimale.